# Боргоново Валтидоне (Пјаченца)
Боргоново Валтидоне (итал. Borgonovo Valtidone) је насеље у Италији у округу Пјаченца, региону Емилија-Ромања.
Према процени из 2011. у насељу је живело 5777 становника. Насеље се налази на надморској висини од 110 м.